# Айрюм
Айрюм (адиг. Арим) — річка в Республіці Адигея. Протікає по території Гіагінського району.

## Характеристика
Річка бере свій початок як Джерельне джерело, трохи вище селища Лісовий і приймаючи інші джерельні виходи, далі тече на північ. Гирло річки знаходиться в 66 км по правому березі річки Улька, в центрі селища Новий. Довжина річки становить 25 км, із загальною водозбірною площею 40,3 км².
Біля північної околиці хутора Прогрес приймає свою головну праву притоку-річку Калмиж.

## Населені пункти
Уздовж долини річки розташовані населені пункти — Прогрес, Образцове, Нижній Айрюм і Новий.